# AirTanker Services
AirTanker, nom comercial d'AirTanker Services Limited, és una aerolínia xàrter britànica que duu a terme vols amb avions cisterna que estan a la reserva. El 2008, el Ministeri de Defensa del Regne Unit signà el contracte del Future Strategic Tanker Aircraft (FSTA) amb AirTanker per oferir a la Royal Air Force (RAF) serveis de transport aeri i abastament en vol. A més de donar suport a la RAF, Air Tanker és titular d'una llicència operativa de Tipus A de l'Autoritat d'Aviació Civil del Regne Unit per transportar passatgers, mercaderies i correu en aeronaus de 20 seients o més.